# Биологические жидкости
Биологические жидкости человека — жидкости, производимые организмом человека (гной, кровь, лимфа, мокрота, желчь, молозиво, моча, секрет предстательной железы, синовиальная жидкость, сперма, спинномозговая жидкость, тканевая жидкость, плевральная жидкость, носовая слизь, пот, транссудат, ушная сера и экссудат).
Биологические жидкости являются зеркалом метаболических процессов, протекающих в клетках. В свою очередь, биологические жидкости оказывают сильнейшее влияние на метаболизм.